# Refuzion
Refuzion, artistnamn för Benjamin Sahba, född 1996, är en norsk DJ och musikproducent inom hardstyle.
Sahba upptäckte hardstyle år 2009 och bestämde sig för att börja producera musik. Det tog honom ett par år innan han blev någonlunda bra och hittade sitt eget unika sätt att skapa hardstyle-musik. Sahba växte fort efter att han skrev kontrakt med Dirty Workz och gjorde låtar med Da Tweekaz och D-Block & S-te-Fan. Sahba beskrivs ha tagit hardstyle-scenen med storm och sägs vara ett av ansiktena inom euphoric hardstyle. 
Han har spelat på flera stora festivaler såsom Tomorrowland Belgium, BassEvents, Defqon.1.

## Diskografi

### 2014
- Thoughtless
- DYWM
- Free Falling

### 2015
- We Go
- Without You
- A New Dream
- Quantum
- Forever
- Euphoria

### 2016
- Move Ya
- Don't Care
- Good Vibes
- Another World
- A Million Voices

### 2017
- Follow Me
- Ride
- Bass Jam

### 2018
- Crash And Burn

### 2019
- Miracles
- You & I
- Ain't No Better Life
- Because Of You